# Mary Moser
Mary Moser (Londen, 27 oktober 1744 – aldaar, 2 mei 1819) was een Engelse kunstschilder en een van de beroemdste vrouwelijke kunstenaars van de achttiende eeuw.

## Biografie
Mary Moser werd geboren in een kunstzinnig gezin. Haar vader was de Zwitserse kunstenaar George Michael Moser, die ook als tekenleraar voor George III werkte. Haar moeder Mary was een dochter van de Franse schilder Claude Guynier. Ze leerde het vak van haar vader. Al op veertienjarige leeftijd won Moser een medaille van de Society of Arts.
Moser was een van de enige twee vrouwen onder de 34 stichtende leden van de Royal Academy of Arts; de andere was Angelika Kauffmann. Binnen de Academie exposeerde ze in totaal 36 schilderijen, maar tot de verkiezing van Laura Knight in 1936 zouden zij de enige vrouwelijke leden van de Academie blijven.
Op 45-jarige leeftijd begon Moser een affaire met de schilder Richard Cosway, die vervreemd was geraakt van zijn vrouw Maria Cosway. Ze gingen op een rondreis om schetsen te maken, die in totaal zes maanden duurde. Na haar terugkomst huwde ze in oktober 1793 met de weduwnaar Hugh Lloyd. In diezelfde tijd kreeg ze de opdracht om bloemen op canvas en op de muren van Frogmore te schilderen, dat kort daarvoor was aangekocht door koningin Charlotte.
In 1810 kreeg Moser een beroerte en negen jaar later overleed ze in haar woning in Londen.

## Galerij

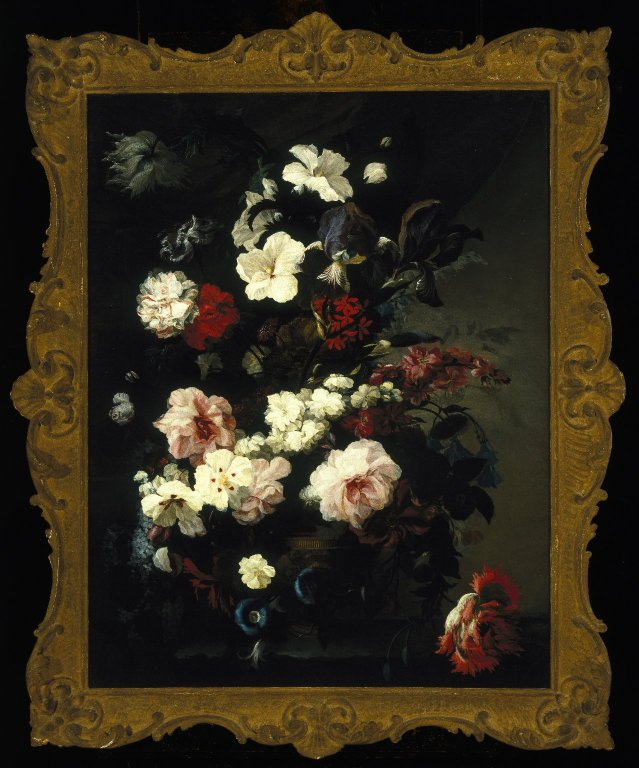
Bloemenstilleven (Brooklyn Museum)
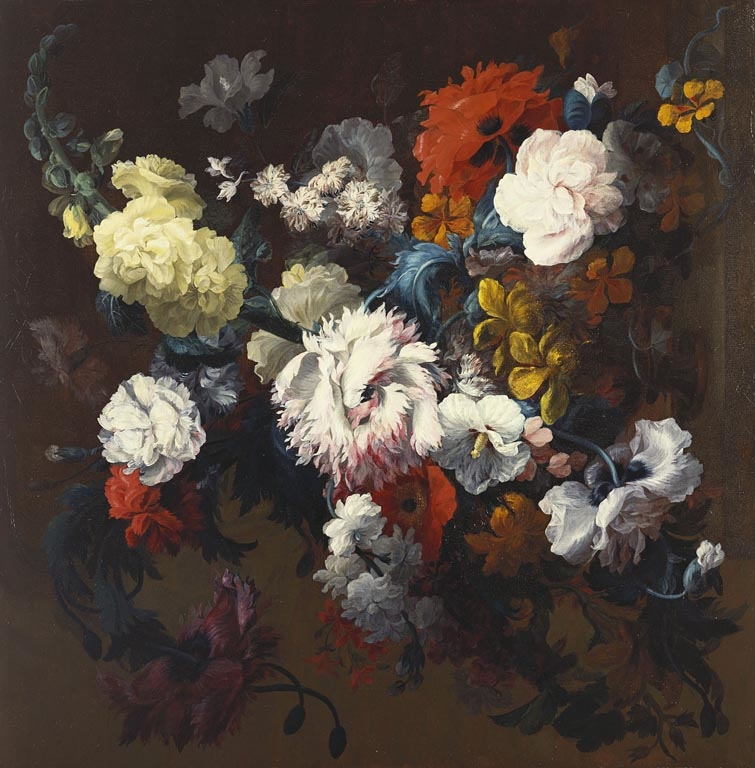
Een vaas met bloemen (Royal Collection)
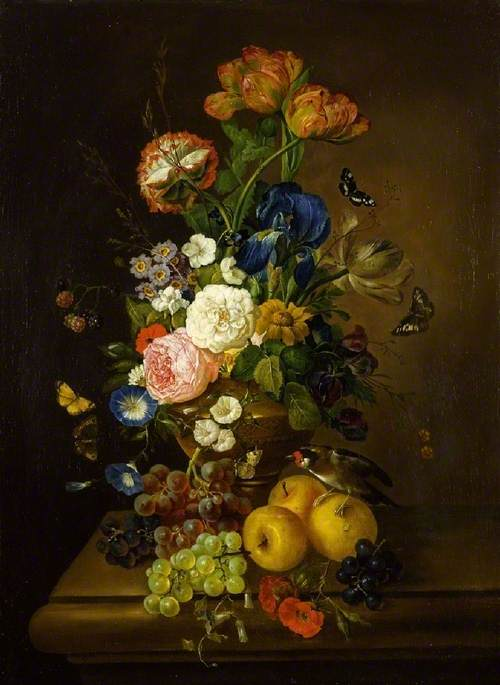
Een vaas met bloemen (Fitzwilliam Museum)